# ジャン＝フランソワ・エルナンデス
ジャン＝フランソワ・エルナンデス（Jean-François Hernandez、1969年4月23日 - ）は、フランス・トゥール出身の元サッカー選手。現役時代のポジションはDF。

## クラブ経歴
スペイン人の両親の下、フランスのトゥールに生まれ、トゥールーズFCやFCソショー＝モンベリアル、オリンピック・マルセイユでプレーし、リーグ・アン通算177試合3得点を主に前者2つのクラブで記録した。後者のマルセイユでは、1995-96シーズンにリーグ・ドゥでの準優勝に貢献し、リーグ・アン復帰へ貢献した。
1998年1月、ラ・リーガのSDコンポステラに移籍した。降格圏を漂っているチームにおいて、守備を立て直す役割を期待され、冬からの加入でリーグ戦14試合に出場したものの、コンポステラは、ビジャレアルCFとの降格プレーオフに敗れてセグンダ・ディビシオンへと降格した。
コンポステラをハーフシーズンで退団すると、ラージョ・バジェカーノとアトレティコ・マドリードで4シーズンを過ごし、2002年に33歳で現役を引退した。アトレティコ・マドリードではミルサド・ヒビッチとサンティ・デニアからポジションを奪えなかったが、ラージョでは合計3シーズンの在籍でリーグ戦81試合に出場した。

## 人物
リュカ・エルナンデスとテオ・エルナンデスは実子にあたるが、2018年10月、この12年間は連絡を取り合っておらず、音信不通であることが息子リュカの発言から判明した。
2022年11月、タイで生活していたことが判明した。後にフランスに移住した。